# Sołówka
Sołówka (769 m) – szczyt w centralnej części Beskidu Andrychowskiego (Beskid Mały). Znajduje się w zakończeniu południowo-zachodniego grzbietu Beskidu opadającego w widły dwóch źródłowych cieków Kocierzanki. Jest porośnięty lasem, ale na jego grzbiecie i na południowych stokach wyrąbano kilka polan. Znajduje się na nich osiedle Zakocierz i polany Suwor i Słonków. Jest to osiedle typu zarębek. Osiedle to nie należy do pobliskiej miejscowości Kocierz Rychwałdzki, lecz Ślemienia. Dochodzą do niego dwie łączące się z sobą drogi; jedna wzdłuż potoku po południowej stronie zboczy Sołówki, druga wzdłuż drugiego potoku opływającego Sołówkę od zachodniej strony, oraz jej zboczami.
Przez Sołówkę biegnie granica między wsiami Kocierz Rychwałdzki (część zachodnia) i Ślemień (część wschodnia), oraz znakowany szlak turystyczny. Jest to tzw. „szlak chatkowy” wiodący od ostatniego w Kocierzu Rychwałdzkim przystanku PKS (osiedle Basie) do Chatki pod Potrójną.